# Una guerra civile. Saggio storico sulla moralità nella Resistenza
Una guerra civile. Saggio storico sulla moralità nella Resistenza è un saggio dello storico italiano Claudio Pavone, pubblicato per la prima volta nel 1991. Nell'opera l'autore, già partigiano durante la Resistenza, analizza il fenomeno resistenziale nei suoi molteplici aspetti, con scrupolosità e con una ricca documentazione bibliografica, concentrando principalmente l'attenzione sulle motivazioni, i comportamenti, le aspettative e gli obiettivi dei combattenti partigiani. L'autore cerca di spostare il focus storiografico da politico, in cui solo le linee dei partiti sono agenti della storia, a "morale" cioè analizzando i soggetti operanti attraverso le loro motivazioni, aspirazioni, illusioni e speranze. Con questa sua opera Pavone ha significativamente influito sul dibattito storiografico relativo alla Resistenza e al cruciale periodo della storia d'Italia successivo all'armistizio di Cassibile.
Nel saggio si analizza la Resistenza interpretandola come triplice guerra: di "liberazione nazionale" o "patriottica" contro l'invasore tedesco, "civile" fra italiani fascisti e antifascisti e "di classe" fra componenti rivoluzionarie e classi borghesi. In particolare, è considerata un'opera cardine della storiografia italiana sul periodo 1943-1945 per aver accolto la definizione di guerra civile, all'epoca controversa poiché adoperata quasi esclusivamente dal reducismo neofascista.

## Genesi del saggio
Secondo quanto dichiarato dallo stesso Pavone, il volume nacque all'origine da un input di Ferruccio Parri, che spinse lo storico a realizzare in Italia uno studio similare a quello di Henri Michel e Boris Mirkine-Guetzévitch sulla Resistenza francese, Les idées politiques et sociales de la Resistànce (1954). Dopo molti anni e molto materiale accumulato (utilizzato in gran parte dall'autore nel saggio del 1974 La continuità dello Stato. Istituzioni e uomini) il collega Nicola Tranfaglia gli suggerì di ampliare la ricerca in vista di una pubblicazione per Feltrinelli, mai avvenuta. In seguito, in un ciclo di seminari tenuti al Centro "Piero Gobetti" di Torino, Franco Sbarberi e Norberto Bobbio invitarono Pavone a parlare di "Politica e morale nella Resistenza". La relazione di Pavone fu redatta in base alla grande mole di materiale accumulato fin dall'inizio e – dopo essere stata trascritta – fu da lui progressivamente estesa fino a divenire il saggio pubblicato nel 1991.

## Analisi dell'opera
Claudio Pavone distingue in primo luogo una "Resistenza in senso forte", la guerra partigiana combattuta militarmente e politicamente soprattutto al Nord da una rilevante minoranza, ed una "Resistenza in senso ampio e traslato", ritenuto fenomeno generale ma in parte contraddittorio assunto da tutte le forze politiche che ne fecero parte (anche con obiettivi e aspirazioni molto diverse tra loro) che man mano divenne l'elemento legittimante del sistema politico repubblicano..
L'autore afferma che tra l'8 settembre 1943, data del Proclama Badoglio, ed il 2 maggio 1945, data della Resa di Caserta, si combatterono in Italia tre guerre, combattute contro tre figure di nemici ben precise e differenti. Le tre guerre furono la guerra di liberazione nazionale, la guerra civile e la guerra di classe.
La guerra di liberazione nazionale o guerra patriottica fu combattuta dai partigiani contro lo "straniero invasore". Sotto questo profilo Pavone rileva che invasori erano sia gli anglo-americani che i tedeschi, ma che, con l'eccezione degli italiani aderenti alla RSI, i primi vennero percepiti come liberatori ed i secondi come invasori.
In particolare il nemico di questa guerra non fu percepito come un semplice "straniero", ma anche, con una precisa connotazione politico-ideologica, come il "nazista", e questo - secondo Pavone - «ci porta già sul terreno della guerra civile, come grande guerra civile europea».
La guerra civile fu combattuta dai partigiani contro i fascisti, ovverosia tra italiani e contro un nemico ideologicamente connotato dal sistema di pensiero fascista.
La guerra di classe viene considerata un aspetto della guerra civile, che è anche guerra di classe seppur con le dovute specificità. Infatti, come Pavone afferma, «non tutti gli antifascisti erano socialmente proletari, né tutti erano ideologicamente disposti a far coincidere fascismo ed oppressione di classe». In questo senso la concezione classista della guerra civile è il modo in cui la frangia comunista della Resistenza visse la lotta al fascismo, considerata lotta del proletariato contro il padronato.
Pavone ha sottolineato, per una corretta valutazione del suo lavoro, l'importanza, ai fini di una compiuta comprensione del testo, anche della seconda parte del titolo. In sintesi l'autore afferma nel complesso il valore positivo della Resistenza e la sua importanza decisiva per la riconquista della dignità nazionale e per una vera rinascita della patria. Pavone inoltre critica le posizioni polemiche verso una Resistenza in cui i comunisti svolsero un ruolo decisivo, e distingue tra "zona grigia", intesa come maggioranza indistinta e succube della popolazione, "resistenza passiva" e "resistenza civile". In questo senso il termine "guerra civile", intesa, sulla scorta di Franco Venturi, come la sola guerra che per il suo alto e drammatico valore etico meriti di essere combattuta, nella prospettiva dell'autore serve soprattutto ad accentuare il valore morale della scelta antifascista, a sottolineare l'importanza di quella lotta e della sua posta in gioco per il futuro dell'Italia.

## Struttura

### La scelta
Il primo capitolo dell'opera si articola intorno alle motivazioni che hanno spinto decine di migliaia di italiani a prendere le armi dopo l'8 settembre 1943.

### L'eredità della guerra fascista
Continua l'analisi delle motivazioni in relazione allo sfascio del Regio Esercito e al rapporto con la sconfitta militare.

### Le vie di una nuova istituzionalizzazione
Viene descritta la ricostituzione del tessuto istituzionale nell'Italia postfascista, attraverso le unità militari regolari e i partiti antifascisti nati o riorganizzatisi dopo l'8 settembre.

### La guerra patriottica
Si analizza l'aspetto di lotta nazionale della guerra di liberazione, in rapporto alla retorica risorgimentale e alla ricostruzione di una identità comune italiana attraverso il riscatto con le armi.

### La guerra civile
È il capitolo centrale dell'opera e quello che le dà il titolo. Introduce per la prima volta un'analisi organica del conflitto fra forze partigiane e forze fasciste repubblicane attraverso la categoria interpretativa della guerra civile.

### La guerra di classe
Esamina l'aspetto rivoluzionario della lotta partigiana, con le aspirazioni di rinascita della sinistra comunista e il mito dell'URSS di Stalin.

### La violenza
Il capitolo dedicato alla violenza si ricongiunge con quello sulla guerra civile e rappresenta un'analisi scientifica delle reciproche violenze commesse dalle fazioni in lotta (sebbene si riconosca alla violenza partigiana una natura diversa rispetto a quella fascista).

### La politica e l'attesa del futuro
Il saggio si chiude con un'indagine sociologica delle componenti dell'Italia del periodo della guerra civile, in particolare riguardo alla ricostruzione del tessuto sociale e alle aspettative per la ricostruzione postbellica.

## Le reazioni
Tra le varie reazioni allo studio di Pavone, vi fu quella dell'ex comandante partigiano Nuto Revelli, che – pur elogiandolo come «un lavoro straordinario che ci ha liberati da tutta la retorica che si era depositata sulla resistenza» – contestò la definizione di guerra civile, da lui accuratamente evitata:
In questa obiezione Pavone vide confermata la sua tesi sui motivi della rimozione:

Vittorio Foa (al centro) e Norberto Bobbio con Natalia Ginzburg. Foa e Bobbio, tra i massimi rappresentanti della cultura azionista, furono convinti sostenitori del concetto di guerra civile nel dibattito seguito alla pubblicazione del saggio di Pavone.

Tra gli ex partigiani, non mancarono tuttavia convinte adesioni alla tesi della guerra civile. Uno dei più decisi sostenitori fu Vittorio Foa, preminente esponente del Partito d'Azione negli anni della Resistenza, che alla presentazione del libro di Pavone dichiarò: «Sono sempre stato irritato di fronte a chi negava il carattere di guerra civile alla lotta partigiana. Diversamente da altri che avevano drammaticamente scelto durante quei mesi se fare il partigiano o meno, io avevo già scelto. Per me i fascisti esistevano già prima e non erano semplici marionette dei tedeschi». Inoltre, nella sua autobiografia pubblicata lo stesso anno affermò che negare la guerra civile equivaleva a negare lo stesso carattere antifascista della Resistenza:
Foa ribadì lo stesso concetto in uno scritto del 1993:
Aderirono inoltre all'idea di guerra civile gli ex partigiani che credevano in una «continuità dello Stato» tra il fascismo e la democrazia nata nel dopoguerra, ritenuta non all'altezza delle prospettive di cambiamento per cui avevano combattuto. Tra questi Flavia Tosi, secondo la quale:
Diversamente da quanto era accaduto sei anni prima, quando Pavone era stato criticato soprattutto dagli studiosi vicini al PCI, la pubblicazione di Una guerra civile ottenne la recensione positiva dello storico di sinistra Nicola Tranfaglia. Norberto Bobbio lo definì un libro «di grande interesse non solo per la vastità dello sguardo d'insieme sugli eventi e sulle idee di quegli anni e per la ricchezza imponente della documentazione, ma anche, e soprattutto, per la novità del punto di vista da cui una storia per molti versi già nota è interpretata». Tra i critici vi fu invece l'editore Giulio Einaudi, il quale nel 1949 aveva rifiutato di pubblicare l'opera I ventitré giorni della città di Alba di Beppe Fenoglio con il suo titolo originale: Racconti della guerra civile.
Recensendo il libro, l'ex partigiano Giorgio Bocca respinse il concetto di guerra civile: «La prevalenza chiara, concreta, dell'aspetto risorgimentale mi fa negare come esagerata, come posticcia la definizione di una resistenza "guerra civile"». Lo storico Guido Crainz rilevò la contraddittorietà della critica, poiché lo stesso Bocca aveva utilizzato la definizione svariate volte: nel 1990, in occasione della polemica sul triangolo della morte seguita alle dichiarazioni di Otello Montanari, quando aveva ironizzato su chi scopriva che «la guerra civile era una faccenda feroce»; e nello stesso 1991, un mese prima di recensire il saggio, allorché aveva parlato di «una feroce guerra civile che non finì, a giro di interruttore, il 25 aprile del '45 ma durò per mesi, per anni», estendendo fino al 1948 una «strisciante e perdurante guerra civile». Inoltre, Bocca aveva ampiamente utilizzato il termine nelle sue opere storiche sulla Resistenza, tanto da essere definito da Pavone «uno dei pochi scrittori non fascisti che abbia senza reticenza parlato di guerra civile».
Un giudizio fortemente negativo sul titolo fu espresso dall'ex partigiano comunista Giulio Seniga, che parlò di «un titolo vistoso e improprio [...] che declassa e stravolge i valori ideali della Resistenza, che è stata e, storicamente, rimane guerra di liberazione nazionale. Perciò consideriamo quel titolo come una forzatura provocatoria, priva di quell'equilibrio che la storia della nostra martoriata Resistenza richiede».
Nel corso di una trasmissione televisiva dedicata al libro, Giorgio Pisanò dichiarò: «Visto che ora di guerra civile ne parlano loro [gli antifascisti], non ne parlerei più io».

## Rilevanza dell'opera in storiografia
Nel saggio l'autore interpreta la storia d'Italia nella seconda fase della seconda guerra mondiale non più solo come guerra di liberazione, secondo un approccio storiografico che tiene conto solo delle ragioni, opinioni e pensieri dei vincitori, ma anche come guerra civile, superando la concezione Nenniana dei fascisti come "stranieri di lingua italiana". Grazie all'opera, la definizione di "guerra civile" è entrata a far parte della storiografia sul periodo. Al saggio è attribuito un ruolo di «spartiacque storiografico nello studio del biennio 1943-1945», e la sua tesi di fondo – quella della Resistenza come intrecciarsi di tre guerre – «oggi [2011] è generalmente condivisa, tanto da essere ripresa dalla maggior parte dei manuali scolastici di storia». Inoltre ha trovato notevole diffusione anche all'estero: è ad esempio ripresa nella parte storica della voce Italy dell'Enciclopedia Britannica.

## Critiche
Nel 2001 il saggio di Pavone è stato coinvolto in un dibattito a mezzo stampa tra il presidente della Repubblica Carlo Azeglio Ciampi e lo storico Ernesto Galli della Loggia. In un'intervista – commentando la propria visita a Cefalonia per commemorare i militari caduti nell'eccidio nazista del settembre 1943 – Ciampi criticò «i teorici della "morte della Patria", che indicano nell'8 settembre la data di questo lutto senza ritorno». A queste parole Galli della Loggia, uno dei principali sostenitori del concetto di "morte della Patria", replicò citando il lavoro di Pavone come esempio di scarsa considerazione per il contributo dei militari alla guerra di liberazione:
Diversi storici hanno inoltre rilevato il mancato risalto dato all'eccidio di Porzûs, in cui diciassette partigiani della Brigata Osoppo caddero per mano di un gruppo di partigiani comunisti, menzionato solo in una nota di sei righe dedicata all'ampio uso di stelle e fazzoletti rossi da parte del GAP autore della strage.

## Premi
- Premio Acqui Storia 1992[38]
- Premio SISSCO 1992

## Edizioni
- Claudio Pavone, Una guerra civile. Saggio storico sulla moralità nella Resistenza, Torino, Bollati Boringhieri, 1991, ISBN 88-339-0629-9.